# 소태
소태(紹泰, 555년 10월 ~ 556년 8월)는 양(梁) 경제(敬帝) 강음왕(江陰王) 소방지(蕭方智)의 첫번째 연호이다. 10개월 동안 사용하였다.

## 개원
- 천성(天成) 원년 10월 22일[1](555년 11월 21일)에 연호를 소태(紹泰)로 개원함.[2][3][4][5][6]

- 소태(紹泰) 2년 9월 1일[7](556년 10월 19일)에 연호를 태평(太平)으로 개원함.[2][3][4][5]

## 연대 대조표
| 소태        | 원년            | 2년        |
| 서기        | 555년           | 556년      |
| 간지        | 을해(乙亥)      | 병자(丙子) |
| 북제 (北齊) | 천보(天保) 6년  | 7년        |
| 서위 (西魏) | 공제(恭帝) 2년  | 3년        |
| 후량 (後梁) | 대정(大定) 원년 | 2년        |

## 동시대 연호

### 한국
신라(新羅)
- 개국(開國) (551년 ~ 568년)

### 중국
북제(北齊)
- 천보(天保) (550년 ~ 559년)

후량(後梁)
- 대정(大定) (555년 ~ 562년)

고창국(高昌國)
- 건창(建昌) (555년 ~ 560년)

## 같이 보기
- 중국의 연호 목록